# Circus Louis Knie
Der Österreichische National Circus Louis Knie war ein österreichischer Zirkus. Der Gründer Louis Knie Senior entstammt der bereits 1806 begründeten Zirkus-Dynastie Knie.
Aus der Dynastie Knie stammen auch die Gründer des Schweizer National-Circus Knie, des deutschen Zirkus Charles Knie, sowie des österreichischen Circus Louis Knie junior.

## Geschichte
Friedrich Knie (sen.) war Leibarzt der Kaiserin Maria Theresia. 1784 wurde sein Sohn Friedrich in Erfurt geboren. Friedrich (1784–1850) gilt als Begründer der Zirkusdynastie Knie. Friedrich wollte wie sein Vater Arzt werden. 1803 brach er jedoch sein Medizinstudium ab. Die Darbietungen einer Kunstreitertruppe begeisterten ihn so sehr, dass er mit dieser mitziehen wollte.

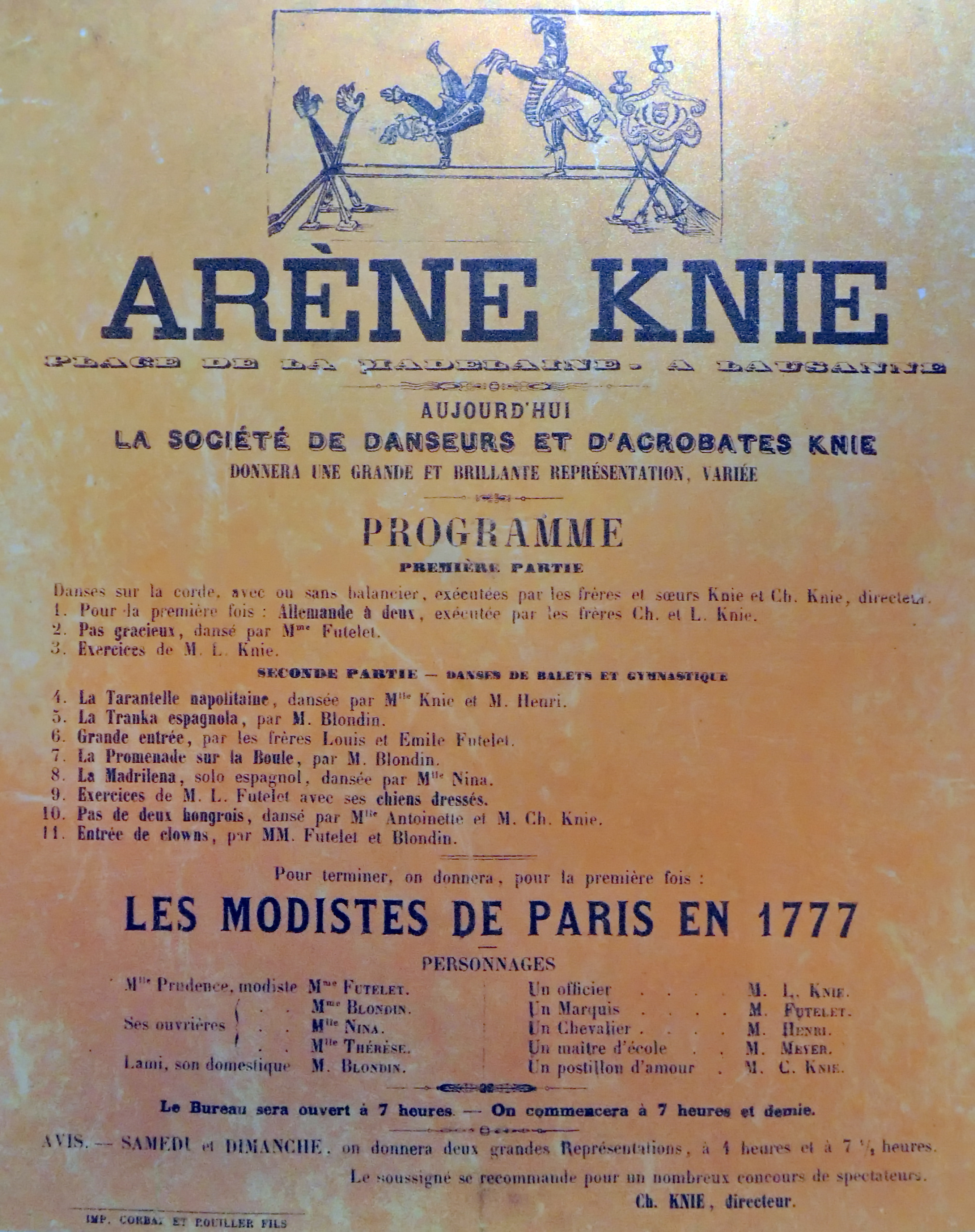
Anschlagzettel für Gastspiele in Lausanne, um 1860

Bereits 1806 gründete er mit Akrobaten und eigenen Pferden eine eigenständige Künstlertruppe. Unter dem Namen „Wiener Seiltänzertruppe“ gastierten sie mit ihrer ungedeckten Arena in den Ländern der Donaumonarchie, Bayern, Baden, Preußen und in der Schweiz. In Innsbruck heiratete er 1807 Antonia Stauffer (1786–1833). Von ihren fünf Kindern übernahm Karl (1813–1860) die Leitung. Er heiratete Anastasia Maria Staudinger (1808–1881). Sie hatten sieben Kinder, von denen Ludwig (1842–1909) die Leitung übernahm. Er heiratete Marie Heim (1858–1936). Ludwig war oft und gerne mit seiner Truppe für Vorstellungen in der Schweiz. So stellte der gebürtige Wiener den Antrag auf Erteilung des Schweizer Bürgerbriefs. Am 26. Dezember 1900 wurde er mit seiner Frau und ihren fünf Kindern in die Gemeinde Gerlikon-Gachnang, im Kanton Thurgau, eingebürgert. So wanderte die dritte mit der vierten Generation der Artisten Familie Knie in die Schweiz aus.

## National Circus Louis Knie
Erst 1993 kehren ein Mitglied aus der Sechsten und der Siebenten Generation nach Österreich zurück. Aufgrund eines heftigen Streits mit der Verwandtschaft im 1993 verlässt Louis Knie sen. (* 1951) Ende Jahr das Familienunternehmen und die Schweiz. Er geht mit seiner Frau Germaine (* 1948) und Sohn Louis (* 1974) nach Österreich. Er kann – mit erheblicher finanzieller Unterstützung seiner Verwandten – den Österreichischen Nationalcircus Elfi Althoff-Jacobi erwerben. 1993 feierte der Circus unter der Leitung von Elfi Althoff-Jacobi sein 20-Jahre-Jubiläum. Die Jubiläumssaison war auch die große Abschiedstournee. Bereits 1994 startete der neue Österreichische National Circus Louis Knie seine erste Tournee durch Österreich. Sohn Louis war seit Tourneestart mit seiner eigenen Pferdedressur im Circus ein wichtiger Teil des Programms.

## Anschlag auf den Circus
Am 3. Juli 2000 wurden bei einem Gastspiel in Linz das Zelt sowie einige Wagen und Autos durch Brandsätze teilweise stark beschädigt. Immer wieder wurden die Aufführungen durch protestierende Tierschützer gestört. Dem Circus wurde Tierquälerei vorgeworfen. Täglich folgten Demonstrationen mit jeweils etwa 40 Aktivisten. Oftmals kam es dabei zu Handgreiflichkeiten zwischen Demonstranten und Circuspersonal. Die Eskalationen führten zum Prozess. Der Verein gegen Tierfabriken (VgT) setzte sich für ein generelles Wildtierverbot in Zirkussen ein. Da Knie Anwaltskosten aus einem verlorenen Prozess gegen den VgT nicht erstattete, reichte der Verein gegen den Circus ein Konkursantrag beim Gericht ein.
Nach einigen unschönen Jahren musste aus finanziellen Gründen der Betrieb im August 2005 definitiv eingestellt werden. Der Circus wurde mit den Namensrechten an die St. Veiter Raiffeisen-Bezirksbank verpfändet.

## Eigentümerwechsel
Im September 2005 erwarb der Deutsche Unternehmer Rolf Krames den Circus und die Namensrechte. Direktor Rolf Krames und sein Manager Frank Schiffermann boten ein völlig neues Programm mit Starartisten aus diversen Ländern. Es wurde eine Show der Extraklasse geboten. Untermalt mit Live-Musik eines Zirkusorchesters.
Bei einem Gastspiel in Klagenfurt erhielt der Direktor Drohanrufe. Er wurde angegriffen und auf sein Auto wurde mit einer Eisenstange eingeschlagen.
Die Qualität des Programms ließ nach. Die Besucherzahlen sanken. Nach der Sommerpause im Jahre 2008 wurde das Orchester von fünf auf zwei Musiker reduziert. Material und Zelt zeigten Verschleißerscheinungen.
Nach der Saison 2009 wurde der Betrieb eingestellt. Gemäß Webseite ist der österreichische National Circus Louis Knie seit 2010 ohne Programm.